# Oncholaimus brevisetosus
Oncholaimus brevisetosus is een rondwormensoort uit de familie van de Oncholaimidae.